# Tröglersricht
Tröglersricht ist ein Gemeindeteil der kreisfreien Stadt Weiden in der Oberpfalz im bayerischen Regierungsbezirk Oberpfalz.

## Geographische Lage
Tröglersricht liegt auf einem Felssporn drei Kilometer östlich von Weiden in der Oberpfalz an der Staatsstraße 2166. 1 km östlich von Tröglersricht erhebt sich der 633 m hohe Fischerberg, 200 m nördlich fließt der Almesbach, der 2 km nordwestlich in die Waldnaab mündet.

## Ortsname
Die Endung des Ortsnamens auf -richt deutet darauf hin, dass Tröglersricht (auch: Trökleinsrewt, Tröglersrieth, Dröglasriad) zu den vom 11. bis zum 14. Jahrhundert entstandenen Rodungssiedlungen gehört.

## Geschichte

### Geschichte des Dorfes

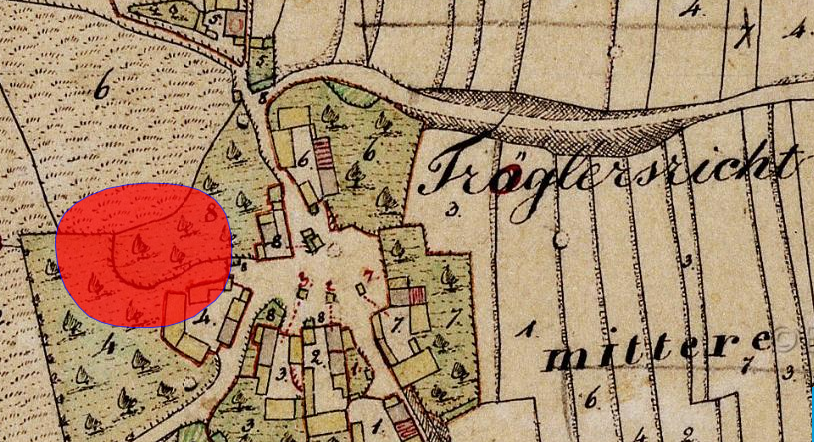
Standort Turmhügel Tröglersricht

Tröglersricht ist im 11. Jahrhundert nach der Jahrtausendwende entstanden, als im Nordgau eine große Rodungsperiode einsetzte. Aus dieser Zeit stammen viele Ortsnamen mit -reuth;-rieth und -richt. Die Endungen gehen auf -riut zurück, welches Rodung bedeutet.
Der Name Tröglersricht geht auf den althochdeutschen Personennamen Tragilo zurück. Zusammen mit der Endung -richt bedeutet der Ortsname also Rodung des Tragilo.
Erstmals urkundlich erwähnt wird Tröglersricht jedoch erst im ältesten Leuchtenberger Lehenbuch. Dieses wurde in der Zeit von 1396 bis 1399 verfasst.
1407 gehörte das Dorf Tröglersricht zum Besitz der Stadt Weiden.
Am 24. März 1487 stiftete Georg Triemann eine „ewige Messe“. Darunter befanden sich 5 Gulden vom Zehnt zu Tröglersricht.1547/1548 besitzt die Messe bereits den ganzen Zehnt.
In einem Abkommen vom 12. Oktober 1587 wurde festgestellt, dass das Dorf Tröglersricht zum Landgericht Leuchtenberg und zur Pfarrei Schirmitz gehörte.
Die niedere Gerichtsbarkeit hatte zu dieser Zeit das Amt Parkstein inne.
Anfang des 19. Jahrhunderts gehörte Tröglersricht mit 8 Grundholden zur Stadt Weiden.
Es war ein Dorf mit 8 Häusern (6 Höfen) und 39 Einwohnern.
1808 wurde Tröglersricht mit 74 Einwohnern und 9 Wohngebäuden Steuerdistrikt.
1837 verlor die Stadt Weiden die gutsherrliche Gerichtsbarkeit über Tröglersricht.
1838 wurde das Landgericht Weiden in der Oberpfalz gebildet.
Dabei gelangte Tröglersricht zum Landgericht Weiden.
1861 gehörte Tröglersricht mit 67 Einwohnern zur Gemeinde Edeldorf.
1915 wurde es in die Stadt Weiden eingemeindet.

#### Kapelle
Im Jahr 1890 bauten die Bauern gemeinsam eine Kapelle inmitten der Ortschaft. Sie pflanzten links und rechts des Eingangs zwei Kastanienbäume. Später wurde die Kapelle vom Kunstmaler Eduard Götz instand gesetzt. Am 17. Oktober 1921 wurde die Kapelle durch Stadtpfarrer Franz Xaver Fleischmann dem Heiligen Benedikt geweiht und die heilige Messe gelesen.
Im Herbst 1954 wollten die Tröglersrichter beide Bäume neben der Kapelle fällen, da der Baumwipfel eines Baumes nach einem Sturm abgebrochen war. Im Jahr 2022 wurde die Dorfkapelle renoviert.

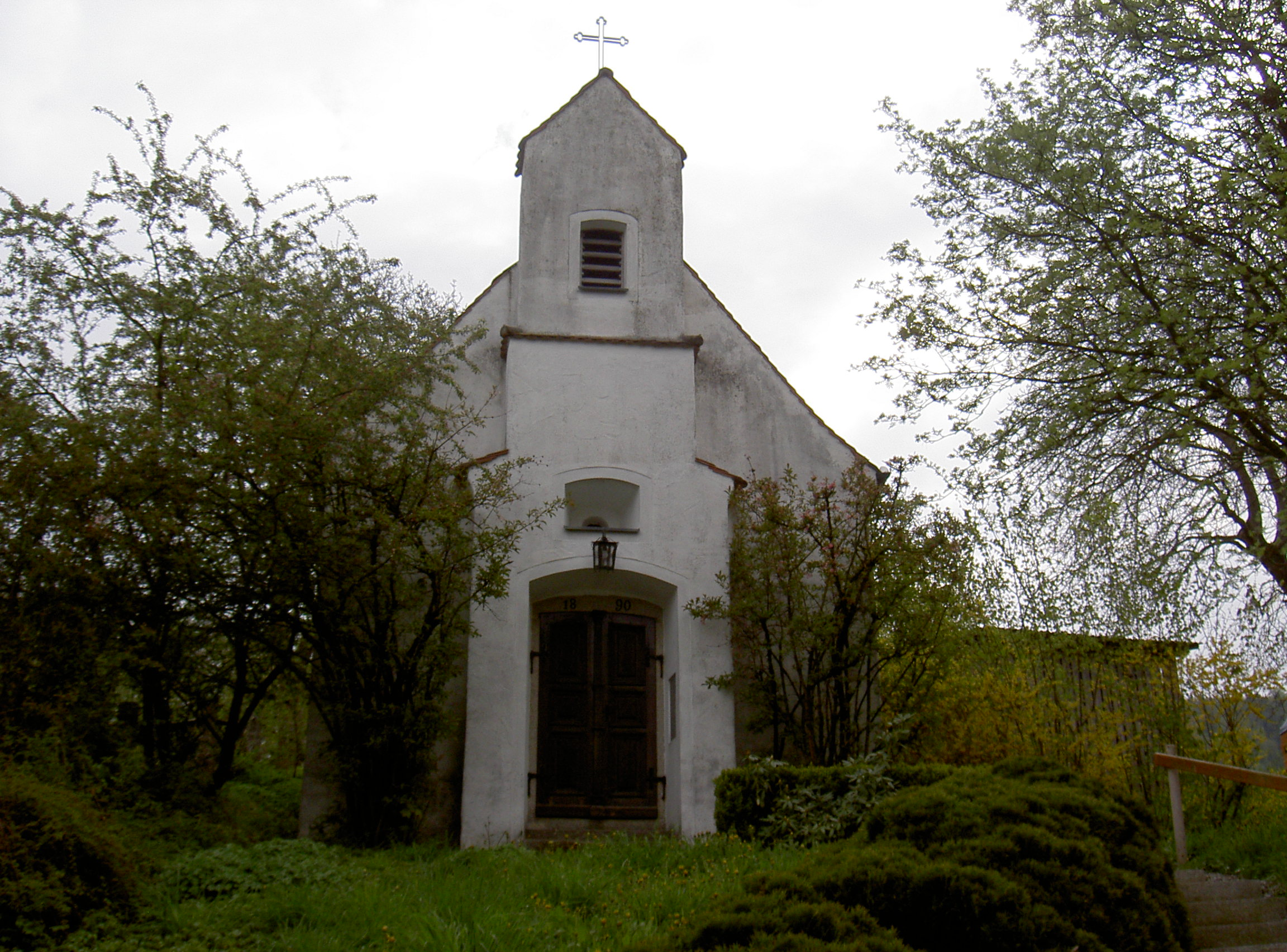
Kapelle Tröglersricht

### Einwohnerentwicklung in Tröglersricht von 1817 bis 2011
| Jahr | Einwohner | Gebäude |
| ---- | --------- | ------- |
| 1817 | 74        | 9       |
| 1838 | 65        | 8       |
| 1861 | 67        | k. A.   |
| 1871 | 71        | 58      |
| 1885 | 61        | 8       |
| 1900 | 70        | 10      |

| Jahr | Einwohner | Gebäude |
| ---- | --------- | ------- |
| 1913 | 76        | 7       |
| 1925 | 82        | 8       |
| 1970 | 52        | k. A.   |
| 1987 | 85        | 15      |
| 2011 | 70        | k. A.   |

## Tourismus, Sehenswürdigkeiten

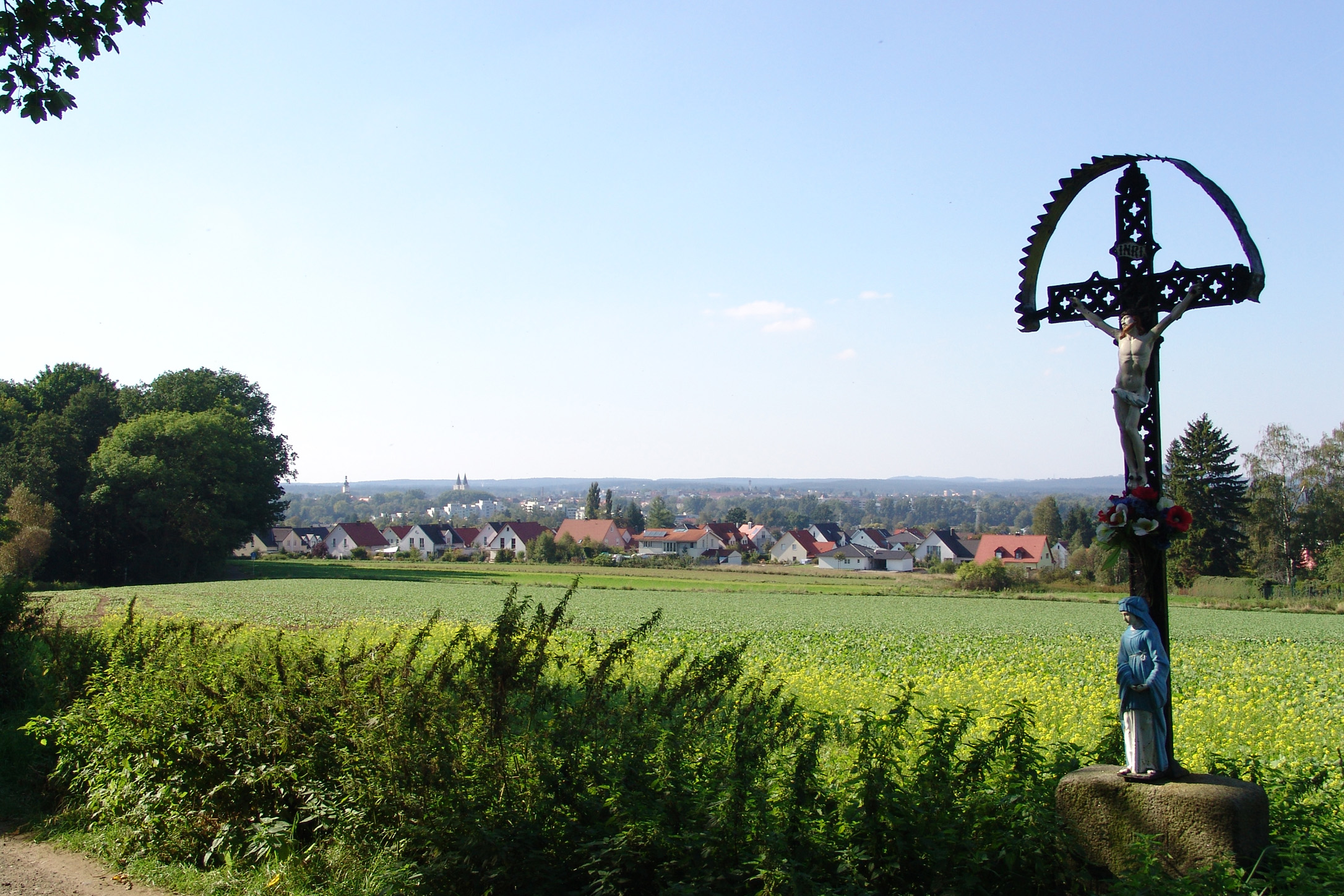
Wegkreuz im Ibelnest, D-3-63-000-178

Am Westrand von Tröglersricht beim Haus Nr. 4 befindet sich der Turmhügel Tröglersricht, eine abgegangene mittelalterliche Turmhügelburg (Motte).
Die ebene Oberfläche des Hügels weist eine Größe von 25 mal 25 Meter auf. An der Hangseite ist noch ein breiter Grabenrest erhalten, zur Bergseite hin ist dieser verfüllt und teilweise überbaut.
Die Dorfkapelle von Tröglersricht stammt aus dem 19. Jahrhundert und steht unter Denkmalschutz.
Außerdem befinden sich in und um Tröglersricht einige denkmalgeschützte Weg- und Steinkreuze.